# Terence McKenna (écrivain)
Pour les articles homonymes, voir Terence McKenna.
 (juillet 2011).
Si vous disposez d'ouvrages ou d'articles de référence ou si vous connaissez des sites web de qualité traitant du thème abordé ici, merci de compléter l'article en donnant les références utiles à sa vérifiabilité et en les liant à la section « Notes et références ».
Terence Kemp McKenna, né le 16 novembre 1946 à Paonia (Colorado) et mort le 3 avril 2000 à Hawaï, est un écrivain et philosophe américain qui se fait connaître pour ses spéculations sur des sujets allant du manuscrit de Voynich, aux origines de l'espèce humaine en passant par la théorie de la nouveauté, qui postule que le temps est une vague fractale.
Son concept apparaît comme inspiré du gaïaïsme et du chamanisme, impliquant aussi les substances hallucinogènes telles que l’ayahuasca. 
Il éprouvait un intérêt particulier pour les substances psychédéliques et leur rôle dans la société ainsi que l'existence au-delà du corps physique. On le décrit généralement comme un auteur américain, orateur public, métaphysicien, psychonaute, philosophe, ethnobotaniste, historien de l'art, et anarchiste auto-proclamé, anti-matérialiste, écologiste, féministe, platonicien et sceptique. Au cours de sa vie, on a pu noter sa grande connaissance des psychédéliques, de la métaphysique, des enthéogènes à base de plantes, du chamanisme, du mysticisme, de l'hermétisme, du néoplatonisme, de la biologie, la géologie, la physique, ainsi que la phénoménologie.

## Biographie
Terence McKenna a grandi à Paonia, Colorado. Il a été initié à la géologie par son oncle et a pratiqué la chasse aux fossiles comme passe-temps solitaire dans les arroyos près de son domicile, ce qui développa en lui une profonde appréciation artistique et scientifique de la nature.
Après être sorti du lycée, McKenna intégra l'université de Berkeley. Il déménagea à San Francisco durant le Summer of Love (été de l'amour) avant que ses cours commencent, et fut initié au cannabis et au LSD par Barry Melton, qui se trouvait habiter l'appartement en face du sien.
En 1969, Terence reçut un Bachelor of Science en écologie et conservation du Tussman Experimental College (en), une institution brève du campus de Berkeley. Il passa ses années après l'obtention de son diplôme à enseigner l'anglais au Japon, voyageant au travers de l'Inde et du sud-est asiatique ; fumant du haschich et collectant des papillons pour des entreprises de fournitures biologiques.
À la suite de la mort de sa mère en 1971, Terence, son frère Dennis (en), et trois autres personnes voyagèrent vers l'Amazonie colombienne à la recherche du oo-koo-hé, une plante contenant du DMT. À la Chorrera, sur la recommandation de son frère, il se prêta à une expérience psychédélique qu'il prétendit lui avoir permis d'être en contact avec le Logos : une voix informative et hallucinatoire qu'il croyait universelle pour l'expérience religieuse visionnaire. Les révélations de cette voix lui auraient enjoint d'étudier la structure d'une forme primitive du Yì Jīng, ce qui conduisit à sa « théorie de la nouveauté ».
Durant la plupart des années 1970, McKenna maintint un profil bas, vivant dans une maison suburbaine indescriptible, alimentant son style de vie avec les revenus du Magic Mushroom Growers Guide et la culture et de la vente des champignons contenant de la psilocybine. Il raconta qu'il avait des craintes dues à ce type de travail, et au discours public sur les dures pénalités de la guerre contre les drogues exigé par ses collègues. Il fut lui-même une fois recherché par Interpol pour trafic de drogue.
McKenna fut un contemporain et collègue de Ralph Abraham, Rupert Sheldrake, et Riane Eisler et participa à des ateliers et symposiums avec eux. Il fut un ami personnel de Tom Robbins, et influença la pensée de nombreux scientifiques, écrivains, artistes et amuseurs.

« Il s'agit clairement d'une double crise : de conscience et de conditionnement. Ce sont là deux choses que les psychédéliques ébranlent. Nous avons la puissance technologique, les compétences requises en ingénierie qui nous permettraient de sauver notre planète, de vaincre la maladie, de nourrir ceux qui ont faim, d'éradiquer la guerre ; Mais nous manquons d'une vision intellectuelle, de la capacité de transformer nos esprits. Nous devons nous déconditionner de 10 000 ans de comportements médiocres. Et ce n'est pas facile. »

— Terence McKenna, "This World...and Its Double", 
Il devint un des piliers de la contre-culture dans les dernières années de sa vie. Timothy Leary l'a une fois présenté comme « le vrai Tim Leary ». Il contribua aux albums psychédéliques et trance goa des Shamen, Spacetime Continuum (en), Alien Project, Zuvuya et Shpongle, et ses discours ont été échantillonnés par beaucoup d'autres, parmi ceux-ci Gestalt OrchestrA a également mis en musique son poème the Unicorn sur l'album Canku Wakan. En 1993, il apparut comme annonceur au Starwood Festival (en), ce qui fut documenté dans le livre Tripping de Charles Hayes. Il fut un orateur accompli, admiré par ses fans pour son éloquence. Certaines de ses présentations incluant les répétitions in extenso de précédents discours, sa disponibilité pour l'improvisation impromptue lui permit de les inclure dans des performances sans accroc adaptées aux auditoires variés. Ses réponses aux questions nouvelles étaient habituellement aussi sophistiquées et subtiles que son discours était préparé.
En sus des drogues psychédéliques, McKenna s'exprime sur des sujets tels que la réalité virtuelle (qu'il considérait comme un moyen de communiquer l'expérience artistique des psychédéliques), le techno-paganisme, l'intelligence artificielle, l'évolution, les extraterrestres, et la théorie esthétique (l'art et l'expérience des informations visuelles - qui représente l'importance des visions hallucinatoires connu sous l'influence de drogues psychédéliques). Philosophiquement et religieusement, il exprima son admiration pour Marshall McLuhan, Pierre Teilhard de Chardin, le christianisme gnostique, et James Joyce (appelant Finnegans Wake la meilleure représentation littéraire de l'expérience psychédélique). Il resta opposé à toute forme de religion organisée ou d'éveil spirituel à l'aide de gourous. Il croyait que le DMT était le summum de l'expérience psychédélique et parla de « ballons de basket-ball ciselés et auto-dribblés » ou d'« elfes bio-mécaniques métamorphiques » que l'on peut percevoir dans un état de conscience modifié. Bien qu'il évitât de faire allégeance à une quelconque interprétation de la chose (ce qui fait partie de son rejet à la fois du monothéisme et de la monogamie), il était ouvert à l'idée des psychédéliques comme étant « un voyage transdimensionnel, littéralement », permettant à l'individu de rencontrer ce qui pourrait être des extraterrestres, des fantômes/ancêtres ou des esprits naturels.
McKenna a aussi cofondé Botanical Dimensions avec Kathleen Harrison (sa collègue et sa femme pendant 17 ans), une réserve ethnobotanique à but non lucratif sur l'île d'Hawaï, où il vécut de nombreuses années avant sa mort. Avant son déménagement définitif à Hawaï, McKenna partageait son temps entre Hawaï et la ville de Occidental, dans les collines de séquoias du comté de Sonoma, une ville unique pour sa forte concentration de notables artistes, comme Tom Waits et Mickey Hart.
McKenna mourut en 2000 de glioblastome multiforme, une forme très agressive de tumeur du cerveau à l'âge de 53 ans. Son frère Dennis (en), son fils Finn et sa fille Klea lui survécurent.

## L'hypothèse du «singe enivré» dans l'évolution humaine
La plus fameuse des théories et observations de Terence McKenna fut sans doute son explication de l'origine de la pensée et la culture humaine. McKenna théorisa que lors du recul des jungles nord-africaines à la fin de l'ère glaciaire la plus récente, laissant la place aux prairies, une branche de nos ancêtres primates arboricoles abandonnèrent les frondaisons et vécurent à découvert, suivant les hordes d'ongulés, glanant ce qu'ils pouvaient lors des déplacements.
Parmi les nouveaux composants de leur régime alimentaire, se seraient trouvés des champignons contenant de la psilocybine qui poussaient dans le fumier des troupeaux d'ongulés. McKenna supposait que l'augmentation constatée de l'acuité visuelle sous l'influence de la psilocybine était un instrument de la domination humaine sur leurs proies. Il argumenta aussi que les effets de doses légèrement supérieures, qui comprennent une augmentation des performances sexuelles - et dans des doses encore plus élevées des hallucinations extatiques et la glossolalie - donna des avantages évolutionnaires aux tribus qui les utilisaient. Il y aurait donc eu de nombreux changements induits par l'introduction de cette drogue dans le régime des primates. McKenna théorisa que, par exemple, la synesthésie (flou des frontières entre les sens) causée par la psilocybine conduit au développement du langage parlé : la capacité de former des images dans l'esprit d'une autre personne en utilisant des sons vocalisés.
Il y a environ 12 000 ans, des changements climatiques supplémentaires auraient supprimé les champignons du régime alimentaire humain, ce qui, indique McKenna, aurait entraîné un nouvel ensemble de changements profonds dans notre espèce lorsqu'elle régressa dans les structures sociales des primates brutaux qui avaient été modifiées et/ou muselées par la consommation fréquente de psilocybine. Cependant, dans la théorie de McKenna, la domination induite par la psilocybine sur les autres espèces persista, en dépit de notre supposée évolution.
McKenna n'essaya pas de soutenir ses hypothèses contre des preuves scientifiques rigoureuses, il s'identifiait comme une sorte de chaman, ou d'ethnobotaniste. McKenna et ses disciples concevaient ses théories comme de la spéculation qui était au minimum scientifiquement plausible et défendable de manière argumentée avec une connaissance spéciale due aux plantes psychédéliques. Son hypothèse d'une transition de phase dans l'évolution humaine est nécessairement basée sur un grand éventail de suppositions interpolée entre le peu de connaissances fragmentaires que nous avons des hominidés et de la primo-histoire humaine. De plus, McKenna (qui se décrivait lui-même comme « un explorateur, pas un scientifique ») faisait aussi des propositions plus abruptes comme sa théorie de « l'onde de temps zéro ». Ses théories sont habituellement désavouées par les scientifiques. Un enregistrement en direct de sa théorie du « singe drogué » peut être écouté sur le CD Conversations on the Edge of Magic (enregistré au Starwood Festival (en)).

## Discours et conférences
- TechnoPagans at the End of History (transcription d'un rap avec Mark Pesce (en) de 1998)
- Psychedelics in the Age of Intelligent Machines (1999)
- Alien Dreamtime avec Spacetime Continuum (en) et Stephen Kent (City of Tribes) (CD et vidéo multimédia)
- Conversations on the Edge of Magic (1993) (CD et cassette)
- Rap-Dancing Into the Third Millennium (1993) (cassette)
- Packing For the Long Strange Trip (1993) (cassette)